# 聖馬科島
聖馬科島是黑山的島嶼，位於科托爾灣，由蒂瓦特負責管轄，長1.6公里、寬0.4公里，面積0.4平方公里，該島曾經是熱門的旅遊地點，島上無人居住。
42°24′40″N 18°41′30″E / 42.4111°N 18.6917°E